# Wojenka (singel)
Wojenka – drugi singel promujący Dzieciom czyli szósty album studyjny zespołu Lao Che. Został wydany 11 maja 2015 przez Mystic Production. Utwór skomponował zespół, a słowa napisał Hubert 'Spięty' Dobaczewski. Początek utworu to zmodyfikowana dziecięca wyliczanka "Dziwny Pies" autorstwa Danuty Wawiłow, którą wcześniej muzycznie zaaranżował między innymi Grzegorz Turnau. W piosence podmiot liryczny (ojciec) tłumaczy, czym jest wojna i przestrzega przed nią swoją małą córkę. Utwór zadebiutował na szczycie Listy Przebojów Trójki i w czternastu notowaniach znajdował się na pierwszym miejscu.
Od 2016 roku jest w Polskim Topie Wszech Czasów Radiowej Trójki. Zadebiutowała na 16. miejscu, w 2017 roku zajęła 49. miejsce, a w 2018 roku w 11. notowaniu tego topu uplasowała się na 17. miejscu.

## Notowania
- Lista Przebojów Trójki: 1 (14x)
- Lista Przebojów Radia Merkury (Poznań): 1[4]
- Uwuemka (Olsztyn): 1[5]

## Nagrody i wyróżnienia
- "Najlepsze polskie piosenki 2015" według portalu T-Mobile Music: miejsce 8[6]